# Об'єднання Українських Музик (ОУМ)
Об'єднання Українських Музик (ОУМ) — культурно-просвітницька організація. Заснована у Мюнхені 1946. Голова правління — В. Витвицький, з 1948 — З. Лисько, А. Ольховський — заступник голови. 
У співпраці з Н. Городовенком, З. Лиськом, Р. Савицьким та А. Ольховським В. Витвицький здійснив роботу щодо підготовки 1-о з'їзду наприкінці квітня 1946 у таборі Карлсфельд поблизу Мюнхена та Установчих зборів ОУМ. Діяльність ОУМ охоплювала координацію науково-музикознавчої і педагогічної праці, налагодження системи українського шкільництва, популяризацію української музичної творчості, започаткування театрального руху, організацію концертного життя, зокрема, гастрольної діяльності у таборах для переміщених осіб (ДіПі). Так було створено мішаний хор і капелу бандуристів. До складу ОУМ увійшло 70 членів, поміж них: Є. Крахно, В. Божик, І. Повалячек, І. Нестор, В. Цісик, П. Мартиненко, з них 65 дійсних і 5 кандидатів. З'їзди також відбулися 11 жовт. 1947 у Кауфбойрені (присутні Н. Городовенко, А. Ольховський, Г. Китастий, Р. Савицький), 29 листопада 1947 в Ауґсбурзі (Н. Городовенко, А. Ольховський, Г. Китастий), 2 січ. 1948 у Міттенвальді (доповідь А. Ольховського «Питання сучасної музики»), 24-25 лютого 1948 у Мюнхені (З. Лисько, А. Ольховський, Є. Крахно, В. Божик, В. Витвицький) було прочитано доповіді В. Витвицького «Світло і тіні нашого музичного життя» й З. Лиська «Наше музичне шкільництво», відбувся концерт симфонічної музики Б. Бартока й А. Онеґґера, на композиторсько-музикознавчої секції було прослухано Симфонію А. Ольховського у фортепіанному виконанні). 
Згодом, у Берхтесгадені 1213 липня 1948 відбувся 1-й Конгрес 4-х мистецьких організацій: «МУР», «ОМУС», «ОУМ», «УСОМ». Було ухвалено створення єдиної організації українських митців «Об'єднані Мистецтва» обрано Раду на чолі з президентом У. Самчуком і заступником президента В. Блавацьким. Письменники, драматурги й актори, малярі, композитори й музикознавці ухвалили спільно виступати у боротьбі за мистецькі і суспільні ідеали українського народу.